# Past and Present (Zvezdna vrata SG-1)
Past and Present je naslov epizode znanstveno-fantastične serije Zvezdna vrata, v kateri se SG-1 odpravi na planet, na katerem prebivalci trpijo za hudo izgubo spomina. Ne spomnijo se prav ničesar, s planeta pa so neznano kam izginili tako vsi starejši ljudje kot tudi otroci. Če prebivalcem ne bo povrnjen spomin, planetu grozi izumrtje, zato se SG-1 nemudoma loti reševanja. Prebivalci ekipo seznanijo z bistro in lepo mladenko Ke'ro, ki je postala njihova voditeljica. Daniel se zaljubi vanjo.